# 程文 (元朝)
程文（1289年—1359年），字以文，元朝徽州（今安徽省黄山市）人。
程文事父母以孝著称。家贫勤苦自励。通六经诸子学，写文章明洁精深。开始担任怀孟教授，调为编修官，历监察御史，弹劾不避权贵。官至礼部员外郎。与陈绎曾并称。